# Гіпертекстові системи
Гіпертекстова система (англ. Hypertext System) — інформаційна система, яка здатна зберігати інформацію у вигляді електронного тексту, що дозволяє встановлювати електронні зв'язки між будь-якими «інформаційними одиницями», що зберігаються в її пам'яті і викликати їх на екран монітора «простим натисканням кнопки».

## Гіпертекстова система Gopher
Одним з досить відомих та розповсюджених сервісів Internet є Gopher. Хоча нині він практично не розвивається чи його розвиток йде набагато повільніше інших сервісів схожого призначення. Але, все ж таки, через Gopher можна отримати доступ до великої кількості інформації — в першу чергу, з історичних причин, — був період, коли Gopher був найкращим засобом для передачі інформації і деякі організації та компанії до цих пір продовжують його використовувати. Сучасні засоби роботи з інформацією в Internet забезпечують доступ і до серверів Gopher, тому немає необхідності вивчення методів роботи із спеціальними програмами-клієнтами Gopher. Що стосується використання серверу Gopher для надання своєї інформації для публічного використання, то вряд чи на нинішньому етапі розвитку Internet, це прийдеться робити, оскільки Gopher морально застарів.
Gopher — це розподілена система експорту структурованої інформації. При роботі з Gopher користувач знаходиться у системі вкладених меню, з яких доступні файли різних типів — як правило, прості тексти, але це може бути і графіка і звук і будь-які інші види файлів. Таким чином, для публічного доступу надаються файли з інформацією не у вигляді файлової структури, як в FTP, а в вигляді анотованої деревоподібної структури.
Gopher — сервіс прямого доступу і потребує, щоб і сервер, і клієнт були повноцінно підключені до Internet.

## Система гіпермедіа WWW
WWW (World Wide Web — всесвітня павутина) — найпопулярнішій і найцікавіший сервіс Internet, найпопулярнішій і найзручніший засіб роботи з інформацією. Найрозповсюдженіше ім'я для комп'ютера в Internet сьогодні — WWW. Кількість серверів WWW постійно зростає, а швидкість росту WWW навіть більша ніж у самої мережі Internet. WWW — передова технологія Internet, вже нині вона стає масовою. Перспективи розвитку — необмежені.
WWW — інформаційна система, якій не можна дати конкретного визначення. Наведемо лише деякі з епітетів, якими вона може бути позначена: гіпертекстова, гіпермедійна, розподілена, інтегруюча, глобальна. Нижче буде показано, що слід розуміти від кожною з цих властивостей у контексті WWW.
WWW працює по принципу клієнт-сервер, а точніше, клієнт-сервери: існує велика кількість серверів, які по запиту клієнта надають йому гіпермедійний документ — документ, що складається із частин з різними представленням інформації (текст, звук, графіка, тривимірні об'єкти і т. д.), в якому кожний елемент може бути посиланням на інший документ чи його частину. Такі посилання в WWW організовані таким чином, що кожний інформаційний ресурс в глобальній мережі Internet однозначно адресується, і документ, який зчитується в даний момент, може посилатися як на інші документи на цьому ж сервері, так і на документи, які (і взагалі ресурси Internet) на інших комп'ютерах Internet, причому користувач не помічає цього і працює з усім інформаційним простором Internet як з єдиним цілим. Посилання WWW вказують не тільки на документи, специфічні для самої WWW, але й на інші сервіси і інформаційні ресурси Internet Більш того, більшість програм клієнтів WWW (browsers, навігатори) не просто розуміють такі посилання, а є програмами-клієнтами відповідних сервісів: FTP, Gopher, новин мережі Usenet, електронної пошти і т. і. Таким чином, програмні засоби WWW — універсальні для різних сервісів Internet, а сама інформаційна система WWW грає інтегруючу роль.
Наведемо роз'яснення деяких термінів, які використовуються в WWW — звичайний користувач може їх і не знати, але раніше чи пізніше він зіткнеться з ними і вони не повинні викликати утруднень. Перший термін — html (hyper text markup language, мова розмітки тексту). Це формат гіпермедійних документів, які використовують в WWW для представлення інформації. Цей формат не описує те, як документ повинен виглядати, а його структуру і зв'язки. Зовнішній вигляд документа на екрані користувача визначається навігатором — якщо користувач працює за графічним або текстовим терміналом, у кожному випадку документ на екрані матиме різний вигляд, але його структура залишиться незмінною, оскільки вона задана форматом html. Імена файлів у форматі html, як правило, закінчуються на html (або мають розширення htm у випадку, якщо сервер працює під MS-DOS чи Windows). Другий термін URL (uniform resource locator, універсальний вказівник на ресурс). Таку назву носять посилання на інформаційні ресурси Internet. Ще один термін — http (hypertext transfer protocol, протокол передачі гіпертексту). Таку назву носить протокол, за яким взаємодіють клієнт та сервер WWW.
WWW — сервіс прямого доступу, який потребує повноцінного підключення до Internet, і більше того, який часто вимагає швидких ліній зв'язку, у випадку, коли документи, які користувач читає, містять багато графічної або іншої нетекстової інформації. Проте існують так звані мости, які дають змогу отримати інформацію, що міститься в WWW, за допомогою електронної пошти. Така можливість є, проте таких мостів мало, та й користі від них мало, оскільки для того, щоб успішно використовувати можливості WWW, потрібен прямий доступ до Internet. Коли ж його немає, то втрачаються всі ті переваги, які зробили WWW таким популярним. Крім того деякі можливості, які доступні при звичайній роботі, просто недоступні через електронну пошту. Це, в основному, стосується елементів інтерактивності в WWW. Наприклад, у мові html підтримуються форми. Користувач вводить в них деяку інформацію, яка потім передається на сервер. Таким чином заповнюються анкети, реєстраційні карти, проводяться соціальні опитування.
Практично будь-яка інформація, яка подається для публічного доступу може бути відображена засобами WWW. Якщо ж щось не може бути відображене в WWW, то це зумовлене лише деякими обмеженнями та недоліками WWW. По-перше, з'єднання між клієнтом і сервером одноразове: клієнт посилає запит, сервер видає документ, і зв'язок переривається. Це означає, що сервер не має механізму сповіщення клієнта про зміну або надходження нових даних. Ця проблема сьогодні вирішується декількома способами: розробляється нова версія протоколу http, яка дасть змогу підтримувати тривале з'єднання, передачу даних у декілька потоків, розподіл каналів передачі даних та управління ними. Якщо вона буде реалізована і буде підтримуватися стандартним програмним забезпеченням WWW, то це зніме вищезгадані недоліки. Інший шлях — використання навігаторів, які зможуть локально виконувати програми на інтерпретованих мовах, як, наприклад, проект Java компанії Sun Microsystems. Наступна проблема WWW — бідність опису мови html для вирішення багатьох задач. Наприклад, html не передбачає виведення математичних символів, тексту, який зменшений у порівнянні і з стандартним розміром. Ця проблема вирішується тим же чином, що і попередня — розробкою нових версій мови html та нових типів навігаторів, які можна розширювати довільним чином, але йя проблема, як і багато інших, може бути вирішена за допомогою специфічних способів. Для виведення математичних формул потрібно використовувати малюнки в форматі GIF.
Такі зусилля утруднені децентралізацією WWW — наприклад, сьогодні стандартом стають не найкращі розширення мови html, а ті, які привносяться найпопулярнішими навігаторами. Децентралізованість несе і велику кількість інших проблем: відсутність загального каталогу серверів та засобів тотального пошуку в них. Проте і ця проблема вирішується, причому набагато успішніше чим попередні — на нинішньому етапі вже існують і каталоги, і пошукові системи, які, якщо і не є глобальними, то хоча б охоплюють доволі велику частину доменів WWW.
Для роботи з WWW вам потрібно мати WEB- броузер.
Для UNIX: Netscape navigator, pine.
Для Windows: Internet explorer, Netscape navigator.

## Гіпертекстова система Hyper-G
WWW була не єдиною спробою створити глобальну гіпермедійну розподілену інформаційну систему. Іншою такою системою є Hyper-G. Цей сервіс Internet менш відомий, але доволі цікавий. Hyper-G значно молодший WWW (хоча темпи зростання і не вказують на те, що Hyper-G зможу коли-небудь зрівнятися з WWW) і є виключно академічною розробкою технологічного університету в Граці (Graz), Австрія. Система вряд чи матиме практичне значення для звичайного користувача, проте заслуговує уваги як дуже цікава технологія і її розгляд дає змогу багато чого додати до списку сервісів Internet та їх розвитку.
З загальних позицій Hyper-G аналогічна WWW, маючи на меті ті ж ідеї і повторюючи більшість принципів. У ній наявні клієнти та сервери, які надають інформацію у вигляді колекцій документів. За принципами організації інформації в межах одного серверу Hyper-G є чимось середнім між WWW та Gopher. Документи доступні із ієрархічного меню, проте самі документи є гіпермедійними. Клієнт Hyper-G спілкується не з великою кількістю серверів, як в WWW, а виключно із «своїм» сервером, зареєструвавшись на ньому при підключенні. Отримання документів з інших серверів Hyper-G проходить через «свій» сервер, що дає змогу більш інтегровану систему серверів, ніж у випадку з WWW. Реєстрація клієнта дозволяє визначити унікальним чином не тільки ресурси та сервіси Internet, але і клієнтів, що значно полегшує забезпечення авторизованого доступу та віддаленого управління документами.
До рис, які перешкоджають розповсюдженню Hyper-G слід віднести недостатньо добру реалізацію програм-клієнтів, не повністю вільний доступ до серверної частини програмного забезпечення, централізованість проекту та відсутність альтернативних реалізацій програмного забезпечення, занадто тверду структуру організації документів на сервері, складність системи. Сервери Hyper-G малочисельні, а отже, і інформації в Hyper-G зберігається небагато. Відсутній і доступ за допомогою електронної пошти, хоча сервери Hyper-G можуть також виконувати функції серверів Gopher та WWW.
Слід зауважити, що основна причина, з якої наведено огляд системи Hyper-G — це показати динаміку розвитку сервісів Internet.
Пошукова система WAIS
WAIS розшифровується як інформаційна система широкого профілю, хоча насправді це комплекс програм, призначених для індексування великих об'ємів неструктурованої, як правило просто текстової інформації, пошуку по таких документах та їх отримання. Існують програми для індексування, локального пошуку за отриманими індексами, а також серверна і клієнтська програма, які спілкуються між собою по спеціальному протоколу Z39.50.
Завдання пошуку по великим об'ємам неструктурованої інформації досить нетривіальне і на сьогодні не існує загальноприйнятого її розв'язку. WAIS у багатьох випадках є прийнятним варіантом пошукової системи., а оскільки вона розповсюджується вільно, то отримала певне визнання у Internet. На нинішньому етапі вона майже не використовується самостійно, а в багатьох випадках використовується як допоміжний засіб, наприклад, для індексації документів, які зберігаються на WWW-сервері. У окремих випадках її застосовують для роботи із словниками або для пошуку в архівах новин мережі Usenet.
Якщо перед користувачем стоїть проблема по індексації великих об'ємів неструктурованої інформації, то, можливо, WAIS буде адекватним її вирішенням. Проте, необхідно мати на увазі, що реалізація програми, яка вільно розповсюджується, далека від ідеальної, що система досить складна для розуміння та вивчення, і, що найгірше, — практично не розвивається. Підтримкою і розвитком вільнорозповсюджуваної версії займалися декілька організацій, однак не одна з них не довела програмний продукт до прийнятного для реальної роботи рівня.

## СервісиIRC,MUD,MOO
До інтерактивних сервісів, які служать для спілкування людей в Internet, відноситься IRC (Internet Relay Chat) — розмови через Internet. У Internet існує мережа серверів IRC. Користувачі приєднуються до одного з каналів — тематичних груп і беруть участь у розмові, яка ведеться у текстовому режимі. Вузли IRC синхронізовані між собою, тому, якщо користувач підключився до одного серверу, то він підключається до всієї мережі IRC.
Сервіси — MUD та MOO. Розшифровуються ці абревіатури як Multi User Dungeon (багатокористувацька гра) та Object-Oriented MUD (об'єктно-орієнтований багатокористувацький світ).
MUD — багатокористувацькі ігри в Internet, в основному рольового та казкового характеру. Більшість таких ігор — текстового роду, що заважає їх широкому розповсюдженню. Приклади реалізації графічних інтерфейсів MUD існують, проте вони не досить якісні і доволі рідкісні. Основна їх перевага — можливість спілкування людей у грі, як IRC. Відповідно і застосування їх аналогічне.
MOO — за засобами доступу схожий на MUD (текстове спілкування), але принципи, покладені в основу MOO — інші. У віртуальному світі гра відсутня, проте створюються об'єкти та визначаються їх властивості та зв'язки., що може отримати застосування у освітніх цілях. Наприклад, у віртуальних навчальних лабораторіях MOO проходять заняття курсів по С++ Глобальної Академії Мереж.(Global Network Academy) і проходять доволі успішно. Проте незручний термінальний інтерфейс MOO та невелика розповсюдженість не дають змоги порекомендувати цей сервіс для практичного застосування — занадто вузьке коло завдань, які вирішує цей сервіс.
Велику кількість посилань на все, що зв'язане з MUD ви можете знайти за адресою https://web.archive.org/web/20140607145253/http://www.godlike.com/muds/.

## Internet Relay Chart (IRC)
IRC — сервіс, який надає користувачам можливість живого спілкування з багатьма людьми у всьому світі одночасно (в реальному масштабі часу). Аналогію можна знайти у радіо на коротких хвилях, навіть використовується аналогічне поняття «channel» (канал, хвиля).
Надруковане на комп'ютері користувача повідомлення стає видним всім у всьому світі, які настроєні на одну хвилю. Користувач може приєднатися до вже існуючого каналу або настроїти ще один свій. Користувач може створити свій особистий канал тільки для себе і буквально одного-двох людей. Так само, як і у короткохвильовиків, користувач може собі присвоїти собі унікальний «позивний» («handle») або псевдонім.
Для роботи з IRC вам потрібно встановити mirc для Windows.

## Інфраструктурні сервіси
Сервіс FTP, який було описано вище є типовим прикладом інфраструктурного сервісу Internet, тобто сервісу, основаного на програмних засобах, які постачаються як частина операційної системи. Таки сервіси, спочатку призначенні для забезпечення зв'язку між комп'ютерами, часто використовуються і для передачі інформації, стаючи, таким чином, сервісом Internet. Так, FTP — програмний комплекс, який призначений для передачі користувацьких файлів між комп'ютерами у мережах TCP/IP, став популярним сервісом Internet, коли почав використовуватися для організації файлових архівів публічного доступу. Існує ряд інших інфраструктурних сервісів, про які корисно знати і мати їх на увазі при плануванні організації інформаційної взаємодії між будь-якою організацією та Internet. Інфраструктурні сервіси зручні тим, що для роботи з ними, як правило, не потрібно встановлення спеціального програмного забезпечення ні з сторони клієнта, ні з сторони серверу.

## Finger
До інфраструктурних сервісів належить Finger. Це програма, яка призначена для отримання інформації про користувачів локальних та віддалених комп'ютерів: повного імені та телефонів, час останнього входу в систему, поточної активності тощо. Finger стає сервісом Internet у випадку, коли на сервері вводиться псевдокористувач, і, при звертанні за інформацією про нього, користувач отримує не вищеописану технічну інформацію, а інформацію іншого характеру. Так, наприклад, через Finger можна отримати із перших рук інформацію про статус останніх версій гри Doom та інших продуктів фірми ID Software.

## Telnet
Інфрасервісом є і Telnet — програма, яка забезпечує термінальний доступ до віддалених комп'ютерів. Вона також використовується як засіб доступу до віддалених інформаційних сервісів, робота з якими відбувається у режимі текстового термінала — це, наприклад, MUD та MOO. Telnet використовується як частина інформаційного сервісу Internet, коли при з'єднанні користувач не в командний інтерпретатор, а зразу у спеціалізовану програму, яка забезпечує доступ до інформаційних ресурсів. Так можна працювати з каталогами деяких бібліотек, отримати доступ до термінального навігатора WWW, якщо користувач не має локального. Таких серверів доволі багато і вони обслуговують найрізноманітніші інформаційні сервери. Багато які з інфраструктурних сервісів TCP/IP можуть використовуватися для передачі інформації в Internet, тому не має сенсу описувати їх всі.

## Сучасні розробки, що використовуютьInternet, як середовище передачі інформації
Існує особлива група сервісів Internet, доволі молодих, щоб бути широковідомими, але досить цікаві і перспективні. Головне, що їх об'єднує — використання Internet як середовища передачі інформації. Узагальнюючи, до цієї групи можна віднести будь-яке програмне забезпечення, яке застосовує протоколи TCP/IP для передачі даних., і призначене для роботи з інформацією у глобальних мережах. Це, в першу чергу, програмні пакети для проведення аудіо та відеоконференцій.
На сьогодні не існує стандартного та загальноприйнятого засобу організації мультимедіа телеконференцій. Тільки останнім часом глобальні мережі набули досить високої пропускної спроможності для передачі великих потоків даних. Проведемо розгляд деяких з технологій, які набули певної популярності і, навіть, претендують на роль стандартів.
Досить цікавою технологією аудіоконференцій Internet є пакет lphone компанії VacalTec. Це комп'ютерний телефон, який працює через Internet. Для роботи з ним необхідний комп'ютер, на якому встановлено MS Windows, аудіокарта та мікрофон. Користувач звертається до віддаленого серверу, на якому реєструється у одній і з тематичних груп. Далі він може визвати для розмови інших користувачів, зареєстрованих у тій самій групі і навпаки. Якщо користувач отримав відповідь, то після встановлення з'єднання він може проводити розмову з якістю, яка майже дорівнює телефонній, навіть при відносно повільному зв'язку з Internet. Проте пакет має і недоліки: він працює на одній платформі, вимагає з'єднання з сервером та знаходження співбесідника на ньому, а не прямого звернення до абонента.
Іншою аудіотехнологією є RealAudio компанії Progressive Network. Це технологія передачі звуку з серверу до клієнта. На відміну від передачі аудіо як файлу, у цьому випадку потік даних керований, і можна прослуховувати поточний аудіофрагмент з будь-якої позиції, що доволі зручно. Анонсувалося включення технології RealAudio в склад Windows 95, що може стати стимулом для розповсюдження цієї технології. Основний же її недолік — прив'язаність клієнта до єдиної платформи.
Відомою програмою передачі відеозображення через Internet є пакет CU-SeeMe. З його допомогою користувач може отримувати відеозображення з інших комп'ютерів і передавати його із свого. Робота цього пакету проходить через спеціальні сервери. Якість відео нижча, чим звуку у вищезгаданих програмних пакетах, але це зумовлюється більш високими вимогами до пропускної здатності каналів зв'язку.
Ще одним передовим програмним пакетом є MultiCast — система, в якій проведена оптимізація на рівні протоколів для широкомовної передачі мультимедійної інформації у глобальних мережах. ЇЇ ідея полягає в тому, що мультимедійна інформації передається не десяти абонентам десяти ідентичним потоками пакетів з різними адресами, а одним потоком на одну умовну адресу, що об'єднує групу користувачів, кожен з яких розуміє, що входить в цю групу, і читає дані із єдиного потоку. Таким чином, знижується завантаженість мережі. MultiCasting не є сервісом Internet, це технологія, яка розширює можливості Internet і на основі якої можна конструювати нові перспективні сервіси. Не увесь Internet може працювати з пакетами MultiCast, а лише його частина — Mbone (MultiCast backbone), оскільки передача пакетів MultiCast вимагає специфічної маршрутизації, яка підтримується не у всіх мережах, які входять в Internet. Проте вже сьогодні компанією Sun Microsystems проводяться телепередачі Sunergy про проблеми комп'ютерного бізнесу, які розповсюджуються як через телевізійні супутники так і через мережу Mbone.